# Сорокуш рудоспинний
Сороку́ш рудоспинний (Thamnophilus palliatus) — вид горобцеподібних птахів родини сорокушових (Thamnophilidae). Мешкає в Бразилії, Болівії і Перу.

## Опис

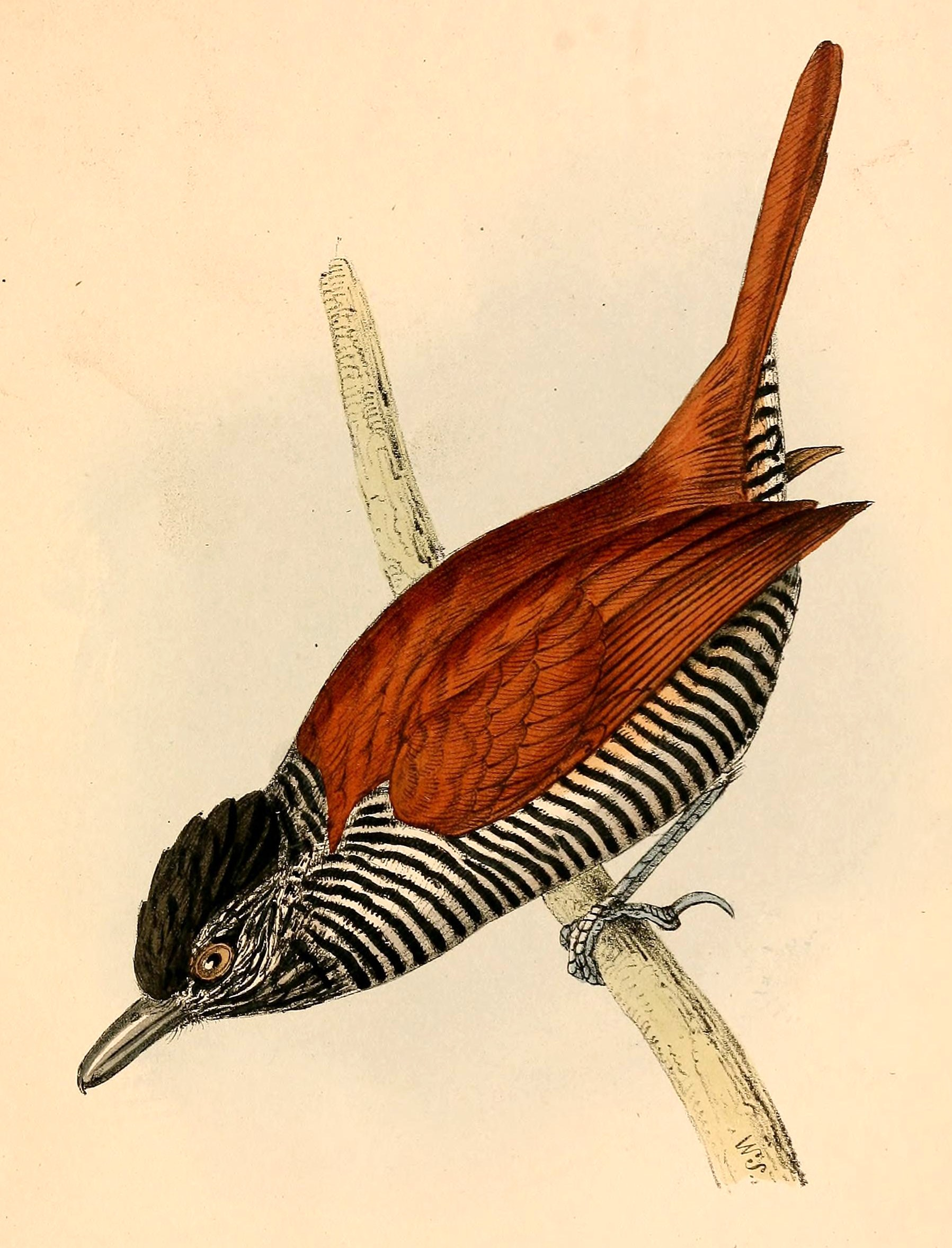
Самець рудоспинного сорокуша (малюнок Вільяма Джона Свенсона, 1841 рік)

Довжина птаха становить 16-17 см, вага 26-28 г. Верхня частина тіла, боки, крила і хвіст самця рудувато-коричневі, нижня частина спини, голова і нижня частина тіла смугасті, чорно-білі. На лобі чорний чуб. Рудувато-коричневі частини тіла в самиць і молодих птахів яскравіші, тім'я в самиці рудувато-коричневе. Райдужки жовті, дзьоби зверху темні, знизу світло-сірі.

## Підвиди
Виділяють чотири підвиди:
- T. p. palliatus (Lichtenstein, MHK, 1823) — Бразилія на південь від Амазонки і на схід від річки Тапажос, а також на східному узбережжі Бразилії (від Параїби до півдня Баїї);
- T. p. vestitus (Lesson, R, 1831) — східне узбережжя Бразилії (від півдня Баїї до Ріо-де-Жанейро);
- T. p. puncticeps Sclater, PL, 1890 — південно-східне Перу (Куско, Пуно), північна Болівія, Бразилія на південь від Амазонки і на захід від річки Тапажос;
- T. p. similis Zimmer, JT, 1933 — центральне Перу (Уануко, Хунін).

Андійський сорокуш (Thamnophilus tenuepunctatus) раніше вважався підвидом рудоспинного сорокуша.

## Поширення і екологія
Рудоспинні сорокуші поширені в Амазонії, на південь від Амазонки, а також на східному узбережжі Бразилії. Вони живуть у вологих тропічних рівнинних і гірських лісах, у вторинних лісах і на плантаціях. В Болівії вони живуть на висоті 500-2300 м над землею, в Бразилії на висоті до 800 м над рівнем моря. Сезон розмноження в Бразилії триває з жовтня по січень. В кладці 2 яйця кремового або рудуватого кольору, поцятковані темними рудувато-коричневими плямками.